# Veliki štirje (prva svetovna vojna)
Veliki štirje, velikokrat znani tudi kot štirje narodi, se nanaša na štiri največje zavezniške sile v prvi svetovni vojni in njihove voditelje, ki so se srečali na pariški mirovni konferenci leta 1919. Veliki štirje so bili pozneje poimenovani tudi kot Svet velikih štirih. Sestavljali so ga David Lloyd George iz Združenega kraljestva, Georges Clemenceau iz Francije, Vittorio Emanuele Orlando iz Italije in Woodrow Wilson iz Združenih držav Amerike.

## Namen
Medtem ko so se zavezniki srečali na mirovni konferenci v Parizu, so bili veliki štirje glavni avtorji versajske mirovne pogodbe, ki jo je podpisala in sprejela Nemčija. Veliki štirje so bili tudi glavni avtorji drugih štirih mirovnih pogodb: senžermenske pogodbe z Avstrijo, neuilijske pogodbe z Bolgarijo, trianonske pogodbe z Madžarsko in sèvreške pogodbe z Osmanskim cesarstvom. Aprila 1919 se je Orlando začasno umaknil iz konference, ker italijanske zahteve niso bile izpolnjene, tako da so bili ostali trije predstavniki imenovani »veliki trije«. Italijanska delegacija se je na konferenco vrnila enajst dni pozneje.

## Galerija
- David Lloyd George (1863–1945) je zastopal Združeno Kraljestvo
- Georges Clemenceau (1841–1929) je zastopal Francijo
- Vittorio Emanuele Orlando (1860–1952) je zastopal Italijo
- Woodrow Wislon (1856–1924) je zastopal Združene države Amerike